# Oosthoek (Hoeksche Waard)
Oosthoek is een buurtschap in de gemeente Hoeksche Waard in de Nederlandse provincie Zuid-Holland. Zij ligt in het noordwesten van de gemeente ongeveer 2 kilometer onder Nieuw-Beijerland. De Oosthoek is als buurtschap van oudsher onderdeel van de plaats Piershil. 
Oosthoek dankt haar naam aan haar ligging in de oostelijke hoek van de indijking rond de Oud-Piershilse opwaspolder.
Zij ligt ten (noord)oosten van het dorp Piershil.